# Борис Акуњин
Борис Акуњин (рус. Бори́с Аку́нин; Зестафони, 20. мај 1956) је најпознатији псеудоним Григорија Чхартишвилија (рус. Григорий Шалвович Чхартишвили; груз. გრიგოლ ჩხარტიშვილი), руског писца грузијског порекла, јапанолога, преводиоца и књижевног критичара. Чхартишвили такође пише под псеудонимима Анатолиј Брусникин, Ана Борисова и Акуњин—Чхартишвили. За свој књижевни и преводилачки рад добио је бројна руска и светска признања.
Акуњинове књиге преведене су на више од 30 језика, и продате у више од 15 милиона примерака. а само у Русији продато је више од 10 милиона примерака. У Србији и региону је најпознатији по серијалу детективских романа Авантуре Ераста Фандорина.

## Биографија
Григориј Чхартишвили рођен је у породици артиљеријског официра, учесника Великог Отаџбинскoг рата, грузијца Шалва Ноевича Чхартишвилија (1919-1997) и професорке руског језика и књижевности, јеврејке Берте Исаковне Бразинскаје (1921-2007). Већ 1958. године, када је Григориј имао само две године, породица се преселила у Москву, тако да он у Грузији готово да и није живео. Одрастао је у Москви, где је 1973. завршио Школу бр. 36 познату по темељној настави енглеског језика. Године 1978. дипломирао је на Институту за Азијске и Афричке студије Ломоносов универзитета.
Писац се женио два пута. Прва његова супруга била је Јапанка. Са њом се упознао одмах по завршетку студија.  Бојећи се да би властима брак између јапанолога и јапанске држављанке могао изгледати сумњиво млади брачни пар трудио се да не буде превише изложен јавности. Зато из овог брака нема фотографија, нити имена супруге. После неколико година заједничког живота пар се заувек разишао. Друга супруга, Ерика Ернестовна Воронова, лекторка и преводилац по професији, пословна и одлучна жена која је на себе преузела комуникациј са издавачима, новинарима и књижевним агентима. Ни са једном од њих Акуњин нема деце.
У знак протеста због неслагања са руском политиком Акуњин је са супругом 2014. напустио Русију. Једно време живео је у Бретањи (Француска). Тренутно живи у Лондону.

## Преводилачки рад
Пошто је дипломирао јапанску историју почео је да ради као преводилац са енглеског и јапанског и заслужан је за многе преводе јапанских, енглеских и америчких писаца. На руски језик превео је многе познате јапанске писце, какви су Масахико Шимада, Јукио Мишима, Јасуши Иноуе, као и савремене америчке, међу којима су Малколм Бредбери, Т. Ц. Бојли, Питер Јустинов и други.
Од 1994. до 2000. радио је као заменик главног уредника часописа Страна књижевност. Био је главни и одговорни уредник 20-томне Антологије јапанске књижевности и председник одбора мегапројекта Библиотека Пушкин, који је финансирала фондација Сорос.

## Књижевни рад
Прва књига коју је Григорије Чхартишвили написао је књига есејистичке прозе Писац и самоубиство, коју је завршио 1997. године, али ју је објавио тек две године касније, под својим правим именом, под којим и даље објављује своје критичке и документарне радове.
Белетристику је почео да пише 1998. године под под псеудонимом „Б. Акуњин”. Прво дело објављено под псеудонимом био је сензационални роман Азазел, који је готово одмах по објављивању постао веома популаран. Такав успех омогућио је писцу да напусти свој ранији посао и да се потпуно посвети књижевном стваралаштву.
Док је у Совјетском Савезу жанр детективских романа био скоро непостојећи, у Русији 21. века он доживљава прави процват. Све до пада комунизма 1991. образовани руски читаоци су задржали класични укус, али све се променило када је постала доступна не само „декадентна” западна књижевност, већ и дуго забрањени руски аутори. Брзином којом је растао криминал, у Русији је цветала и криминалистичка књижевност. Појавило се неколико изузетно популарних писаца, међу којима је и Александра Марињина коју зову још и „руска Агата Кристи”, али чија дела нису имала довољну књижевну вредност да допру до стране публике. Борис Акуњин је први руски аутор из овог жанра који је прешао границе Русије.
Позната је анегдота по којој је аутор почео да пише крими романе да би забавио своју жену. О томе он прича: „Били смо у метроу, она је читала детективски роман, а ја сам приметио да је књига умотана у корице тако да људи не могу да виде шта чита. Желела је да мисле да чита нешто интелектуално.Тада ми је пало на памет да неко мора да напише детективски роман који се даме попут моје жене неће стидети да јавно читају.”

### Псеудоним Борис Акуњин
Григориј Чхартишвили белетристику је почео да пише под псеудонимом „Б. Акуњин”, што асоцира на презиме Михаила Бакуњина, познатог руског револуционара, филозофа и анархисту из 19. века. Име „Борис” појавило се тек неколико година касније, када писац чешће почиње да даје интервјуе. За презиме Акуњин (рус. Аку́нин) узео је јапанску која се у слободном преводу може превести као „подлац”, „зликовац” или „лош момак”, али гигантских размера, односно изузетна личност која стоји на страни зла. Објашњење је дао кроз речи једног свог књижевног лика у роману Дијамантска кочија.